# 14 episodios sinfónicos / En vivo / Auditorio Nacional / Ciudad de México / Febrero 2002
14 episodios sinfónicos / En vivo / Auditorio Nacional de México / Febrero 2002 es un álbum en vivo de 14 canciones del músico argentino Gustavo Cerati. El álbum fue publicado el 11 de agosto (fecha de nacimiento de Gustavo) de 2022. Él álbum encapsula la gira de 14 episodios sinfónicos, realizada en el Auditorio Nacional de México el día 9 de febrero de 2002, un año después del lanzamiento de su disco en vivo titulado 11 episodios sinfónicos.
Este álbum incluye 3 nuevas canciones no incluidas en el proyecto original, las cuales son los clásicos de Soda: «Fue», de su disco Dynamo y «Hombre al agua», de su disco Canción animal. Aparte incluye la versión sinfónica de Lisa del disco Amor Amarillo.
En agosto del 2022, en el canal de YouTube de Gustavo se publicó un video de realidad extendida de la versión sinfónica de la canción «Raíz», del álbum de estudio de 1999, Bocanada, el cual fue dirigido por Sofía Peréz, Gastón Cabarllal y Gabriel Krauszt. El videoclip es una reinterpretación de la idea original que en su momento tuvieron Cerati y el director Andy Fogwill para el video oficial de la canción, el cual por varios motivos, no se pudo grabar.
Al igual que el primer proyecto este álbum fue producido por Diego Sáenz.

## Lista de canciones
| N.º   | Título                  | Escritor(es)                      | Duración |  |
| 1.    | «Canción animal»        | Cerati - Melero                   | 5:43     |  |
| 2.    | «Bocanada»              | Cerati - Pablo Chaijale           | 4:21     |  |
| 3.    | «Corazón delator»       | Cerati                            | 6:14     |  |
| 4.    | «Fue»                   | Cerati                            | 3:57     |  |
| 5.    | «El rito»               | Cerati                            | 6:39     |  |
| 6.    | «A merced»              | Cerati                            | 3:45     |  |
| 7.    | «Raíz»                  | Cerati                            | 4:07     |  |
| 8.    | «Sweet sahumerio»       | Cerati - Bosio - Alberti - Melero | 6:44     |  |
| 9.    | «Lisa»                  | Cerati                            | 5:26     |  |
| 10.   | «Verbo carne»           | Cerati                            | 4:13     |  |
| 11.   | «Persiana americana»    | Cerati - Jorge Daffunchio         | 7:04     |  |
| 12.   | «Un millón de años luz» | Cerati                            | 5:35     |  |
| 13.   | «Signos»                | Cerati                            | 5:30     |  |
| 14.   | «Hombre al agua»        | Cerati - Melero                   | 7:11     |  |
| 76:16 |                         |                                   |          |  |

## Integrantes
- Voz: Gustavo Cerati.
- Productor: Diego Sáenz.
- Ingeniero de Grabación: Eduardo Bergallo.
- Vestuario: Pablo Ramírez y Marcelo Ríos.
- Maquillaje: Sofía Alvarez Uriburu.
- Peinado: Oscar Roho.
- Fotografías: Fernando Aceves y Urko Suaya.